# Bekuy
Bekuy è un dipartimento del Burkina Faso classificato come comune, situato nella provincia di Tuy, facente parte della Regione degli Alti Bacini.
Il dipartimento si compone del capoluogo e di altri 3 villaggi: Bassé, Lamba e Sara.
Il luogo è noto per essere la sede africana di Pepsi.